# Bud Houser
Lemuel Clarence Houser, detto Bud (Winigan, 25 settembre 1901 – Gardena, 1º ottobre 1994), è stato un discobolo e pesista statunitense, vincitore di tre medaglie d'oro olimpiche, due nel lancio del disco e una nel getto del peso.

## Biografia
Da giovane ha studiato presso la Oxnard High School, in California. Tra il 1920 e il 1922 ha ottenuto sei vittorie nel lancio del disco e getto del peso, migliorando di volta in volta il record nazionale. Durante questo periodo Clarence sviluppò un nuovo stile per il lancio del disco, facendo un giro completo. Questa tecnica fu poi copiata da molti atleti.
Dopo si iscrisse all'University of Southern California a Los Angeles.
Nel 1924 partecipò alle Olimpiadi di Parigi, dove vinse la medaglia d'oro nel getto del peso, davanti agli americani Glenn Hartanft e Ralph Hills e la medaglia d'oro nel lancio del disco davanti al finlandese Vilho Niittymaa e allo statunitense Thomas Lieb. Questa è stata l'ultima volta dove vinse in entrambe le discipline.
Nel 1925, 1926 e 1928 ha vinto i campionati nazionali nel lancio del disco; nel 1921 e 1925 nel getto del peso.
Il 3 aprile 1926 a Palo Alto ha stabilito il record mondiale del lancio del disco con 48,20 metri.
Alle Olimpiadi di Amsterdam 1928 fu portabandiera della nazionale americana e si riconfermò medaglia d'oro nel lancio del disco davanti al finlandese Antero Kivi e allo statunitense James Corson.
Dopo aver abbandonato la carriera di atleta è diventato dentista a Hollywood. In suo onore è stato chiamato lo stadio dell'Oxnard High School.

## Palmarès

### Olimpiadi

#### Parigi 1924Francia
- Medaglia d'oro nel lancio del disco con 46,15 metri
- Medaglia d'oro nel getto del peso con 14,99 metri

#### Amsterdam 1928Paesi Bassi
- Medaglia d'oro nel lancio del disco